# Kızılsaray, Söğüt
Kızılsaray là một xã thuộc huyện Söğüt, tỉnh Bilecik, Thổ Nhĩ Kỳ. Dân số thời điểm năm 2011 là 60 người.